# ハジメノヨンポ
ハジメノヨンポは、日本の男性4人組の音楽グループ。

## 概要
男性のDee Jay4人からなるユニット。2012年に九州男やC&Kなどが所属する「エンズエンターテイメント」と契約を結ぶ。
2012年6月4日に「MUSIC LIFE 12」への出演が発表された際に、それと同時に公開された公式サイトには男性4人のシルエットしか書かれていなかったため、ネット上では彼らの正体について物議を醸していた。
その正体は「エンズエンターテイメント」の所属アーティストである九州男、C&K、ハジ→の4人によるスペシャルユニットで、初のライブとなった「MUSIC LIFE 12」に覆面を被って出演したが、初めて彼らを見た観客から「どう見ても九州男、C&K、ハジ→の4人に似ている」という声が上がったため、「色々な噂に耐えられず?!」「いや良心の呵責にさいなまれ?!」「そろそろ正々堂々と勝負してやろうじゃないか!!」という理由から同年8月17日に公式サイトで自ら実名を発表した。

## メンバー
- KagaWAR K.O.
現役のサッカー選手。
正体はC&KのKEEN。
- ノンシュガーレスDEATH
元SMクラブの雇われ店長で現在はトップブリーダー。亀無し14:50のペットショップに犬を卸ている。
正体は九州男。
- 亀無し14:50
元SMクラブのオーナーで現在はペットショップ店長。亀が大好き。
正体はC&KのCLIEVY。
- 国分男（くにわけお）
居酒屋の店長。手に持ったひょうたんには伝説の芋焼酎「芋野郎」が封印されている。 父が馬主。
正体はハジ→。

## ミュージックビデオ
| 監督     | 曲名 |
| 河谷英夫 | 「渚の恋は蜃気楼」                                                                                            |
| 不明     | 「さよなら 〜All Night Long〜 from「MUSIC LIFE 12 in 長崎」」「渚の恋は蜃気楼 from「MUSIC LIFE 12 in 長崎」」 |
| 不明     | 「色」 |